# Bikal
Bikal is een plaats (község) en gemeente in het Hongaarse comitaat Baranya. Bikal telt 876 inwoners (2001).